# Святогорка (Костанайская область)
Святогорка (каз. Святогор) — упраздненное село в Карасуском районе Костанайской области Казахстана. Входило в состав Новосёловского сельского округа. Ликвидировано в 2009 году.

## Население
В 1999 году население села составляло 28 человек (14 мужчин и 14 женщин).

## География
В 18 км к северо-западу находится озеро Тенизколь, в 14 км к северо-западу — озеро Каракамыс.